# برويز أفشاري
بَرويز أفشاري هو دبلوماسي إيراني سابق، منذ عام 2015 نائب رئيس هيئة مكافحة المخدرات الإيرانية ومؤلف.

## مسيرته
في عام 1981 انضم إلى وزارة الخارجية، وقضى ثلاثة أشهر في قسم الجوازات، ثم ثلاثة أشهر في قسم الشؤون المالية.

## العلاقات السعودية الإيرانية
تم تعيين برويز أفشاري من قبل وزارة الخارجية كمتدرب سياسي وبمرتبات شهرية في 10 أكتوبر 1981، تم نقله إلى المكتب السياسي الأول بعد ستة أشهر في مكتب الجوازات والتأشيرات و6 أشهر أخرى في مكتب الشؤون العامة. بقي في هذا المنصب لمدة ستة أشهر ثم غادر في مهمة دائمة في سفارة جمهورية إيران الإسلامية في جدة بالمملكة العربية السعودية. توجد مذكرات السنوات التسع التي قضاها في وزارة الخارجية في كتابه «السفير بلا سفارة، محام بدون عميل» الذي يصف مهامه في المملكة العربية السعودية والعراق وكندا وماليزيا وكازاخستان. انطلق أفشاري على الطريق المؤدي إلى دمشق في 4 أغسطس 1982 بعد حوالي شهر من وفاة خالد آل سعود وبداية عهد الملك فهد آل سعود.
من يوليو 1982، كان يعمل في البعثة الإيرانية في جدة. قبل شهر واحد في 13 يونيو 1982 وتوفي خالد آل سعود وخلفه الملك فهد بن عبد العزيز آل سعود على العرش. ذكرياته عن السيرة الذاتية، تحتوي على سرد للعلاقات الإيرانية السعودية العربية:
في عام 1933، قام ولي العهد السعودي سعود بن عبد العزيز برحلة لمدة 8 أيام إلى إيران والتقى رضا شاه بهلوي. بين عامي 1944 و1948 توقفت العلاقات الدبلوماسية بين الحكومتين. وكانت الشرطة الدينية السعودية قد ألقت القبض على الحاج الإيراني الحاج أبو طالب اليزدي في المسجد الحرام في مكة واتهمه بإلقاء البراز على الكعبة وتقديمه إلى العدالة وحكمت عليه بقطع الرأس. في عام 1948 تم استئناف العلاقات الدبلوماسية حتى عام 1979 مع وفد من النوايا الحسنة. طور روح الله الخميني فكرته عن ثيوقراطية من الدولة الوهابية الحقيقية. من 22 سبتمبر 1980 إلى 20 أغسطس 1988 خلال الحرب العراقية الإيرانية اعتمد صدام حسين على الدعم الكامل من فهد بن عبد العزيز آل سعود.
في 7 مايو 1984 دخلت أربع طائرات مقاتلة من طراز ماكدونيل تابعة للقوات الجوية الإيرانية المملكة العربية السعودية في هجوم على ناقلة نفط في الخليج العربي. في 8 مايو 1984 تم إسقاط مقاتلين إيرانيين من نفس النوع من الطائرات. تم طرد علاء الدين بوروجيردي وهو القائم بالأعمال الإيرانية المخصصة لمنصب السفير.
مصالح الحفاظ على السلطة أدت إلى تنظيم الحج المتبادل. يوم 31 يوليو 1987، فقد 402 شخصا حياتهم في النزاعات بين إيران الحجاج والمملكة العربية السعودية بسبب عدم السيطرة على الحاضرين (275 الإيرانيين، 85 من السعوديين، بما في ذلك الشرطة، و 42 حاجا من ولايات أخرى). في 1 أغسطس 1987، في طهران، تم اقتحام السفارة السعودية ونُهبت وتعرضوا الموظفين لسوء المعاملة، وتعرضت منازل الدبلوماسيين السعوديين للهجوم مما أسفر عن مقتل ضابط مُتاثرًا من جروحه.
أعلنت السعودية بأن القائم بالأعمال الإيراني في الرياض حسين صادق أنه شخص غير مرغوب فيه واضطر إلى مغادرة المملكة العربية السعودية في غضون 48 ساعة. في هذه الحالة أصبح برويز أفشاري القائم بالأعمال الإيراني في الرياض (المملكة العربية السعودية). بالنسبة للحج لعام 1988، خفضت الحكومة السعودية من 150 ألف إلى 45 ألف تأشيرة دخول للحجاج الإيرانيين إلى مكة وقطعت العلاقات الدبلوماسية. 

## بعض محطاته
وكان في السلك الدبلوماسي في بغداد بالعراق. في عام 1995، كان مُشاركًا في مجلسًا للمفوضية في أوتاوا  في عام 2001 كان مستشارًا للمشروعات في كوالالمبور  وفي عام 2010 إلى أستانا في كازاخستان.  في عام 2015 ، أصبح نائب رئيس وكالة منع المخدرات الإيرانية.